# П'єр Френе
П'єр Френе́ (фр. Pierre Fresnay; справні ім'я та прізвище — П'єр Жуль Луї́ Лауденба́х (фр. Pierre Jules Louis Laudenbach); нар. 4 квітня 1897, Париж, Франція — пом.9 січня 1975, Неї-сюр-Сен, О-де-Сен, Франція) — французький театральний і кіноактор.

## Біографія
П'єр Жуль Луї Лауденбах народився 4 квітня 1897 року в Парижі в сім'ї професора філософії Жана-Анрі Лауденбаха і Дезіре Клер Дітц (1870—1960). Вперше вийшов на театральну сцену у 14-річному віці — завдяки своєму дядьку Клоду Аррі, модному в той час акторові Комеді Франсез зіграв невелику роль у виставі «Чапля» (фр. L'Aigrette) в Театрі Реджейн (фр. Théâtre Réjane). У 1914 році П'єр Жуль поступив на драматичне відділення Вищої національної консерваторії драматичного мистецтва, де навчався в класі Поля Мунео і Жоржа Берра. Через рік його було прийнято в трупу театру Комеді Франсез, де він пропрацював до 1927 року.
У кіно П'єр Френе почав зніматися в 1915 році. Першу свою велику кінороль зіграв у 1931-му в «Маріусі» — екранізації однойменної п'єси Марселя Паньоля, здійсненої Александром Кордою. Зіграв також цю роль у двох частинах трилогії, «Фанні» (1932, реж. Марк Аллегре) і «Сезар» (1936, реж. Марсель Паньоль).

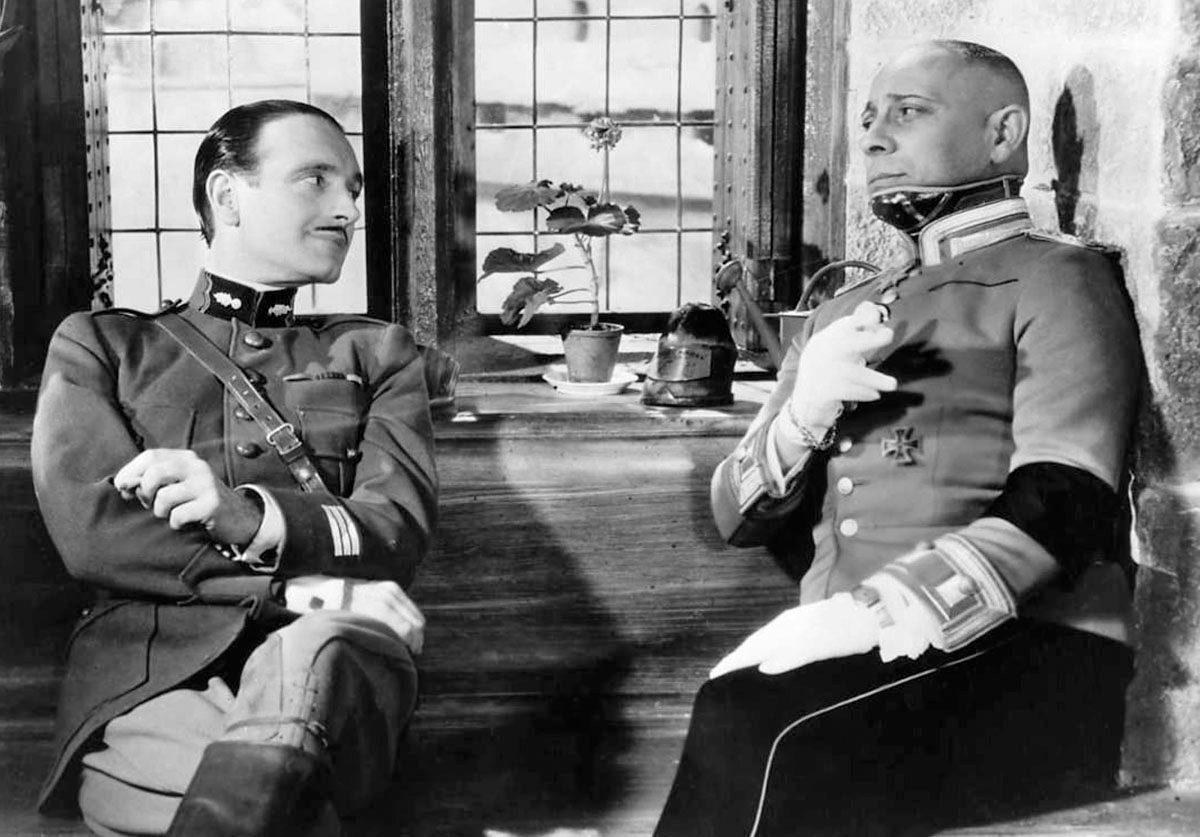
П'єр Френе (ліворуч) та Еріх фон Штрогейм у фільмі Велика ілюзія (1937)

Широку популярність П'єр Френе принесла йому роль лейтенанта де Буельдьє у фільмі режисера Жана Ренуара «Велика ілюзія» (1937). Під час німецької окупації Франції під час Другої світової війни, Френе працював для франко-німецької кінокомпанії Continental Films, знявшись, зокрема, у фільмах «Останній з шести» (1942), «Вбивця живе у будинку № 21» (1942) і «Ворон» (1943) Анрі-Жоржа Клузо.
Після війни П'єра Френе було заарештовано, але через шість тижнів він був звільнений через брак доказів. У 1947 році він зіграв роль Вінсента де Поля у фільмі Моріса Клоша «Мосьє Вінсент», за яку він отримав Кубок Вольпі за найкращу чоловічу роль на Венеційському кінофестивалі 1947 року.
У 1954 році П'єр Френе опублікував мемуари під назвою «Я — актор» (фр. Je suis comedien). Продовжував регулярно виступати в кіно і на сцені аж до 1960 року. У 1970-х роках він з'явився у кількох фільмах на телебаченні.
За роки своєї кінокар'єри П'єр Френе знявся у понад 80-ти фільмах, у восьми з яких його партнеркою була Івонн Прентан, з якою він був одружений з 1934 року.
П'єра Френе було нагороджено Орденом Франциски, заснованим у 1941 році керівником колабораціонистського уряду Віші маршалом Філіппом Петеном.
Помер П'єр Френе 9 січня 1975 року в Неї-сюр-Сен від респіраторного захворювання у віці 77 років і похований там поряд зі своєю дружиною.

## Фільмографія
- 1915 : Спочатку Франція / France d'abord (к/м)
- 1916 : Усе так само / Quand même
- 1922 : Чорний діамант / Le diamant noir — Був'є
- 1922 : Паризькі таємниці / Les mystères de Paris — Франсуа Жермен
- 1923 : Маленький Жак / Le petit Jacques — Поль Лавердак
- 1924 : Жебрачка з Сен-Сюльпіс / La mendiante de Saint-Sulpice
- 1924 : Перша зброя Рокамболя / Les première armes de Rocambole — Жан Робер
- 1924 : Пригоди Рокамболя / Les amours de Rocambole — Жан Робер
- 1929 : Божевільна діва / La vierge folle — Гастон де Шаран
- 1930 : І це також!… Це Париж / Ça aussi!… c'est Paris
- 1931 : Маріус / Marius — Маріус
- 1932 : Фанні / Fanny — Маріус
- 1934 : Дама з камеліями / La dame aux camélias — Арман Дюваль
- 1934 : Людина, яка надто багато знав / The Man Who Knew Too Much — Луї
- 1936 : Роман про бідну молоду людину / Le roman d'un jeune homme pauvre — Максим Отрів де Шамсі
- 1936 : Очима Заходу / Sous les yeux d'Occident — Разумов
- 1936 : Сезар / César — Маріус Олів'є
- 1937 : Мадемуазель лікар / Mademoiselle Docteur — капітан Жорж Каррер
- 1937 : Велика ілюзія / La grande illusion — лейтенант де Буельдьє
- 1937 : Мовчазна битва / La bataille silencieuse — Бордьє
- 1937 : Пуританин / Le puritain — комісар Лаван
- 1937 : Шері-Бібі / Chéri-Bibi — Френсіс «Шері-Бібі»
- 1938 : Адрієна Лекуврер / Adrienne Lecouvreur — Моріс де Сакс
- 1938 : Три вальси / Les trois valses — Октав, Філіп та Жерар де Шаленсі
- 1939 : Примарний віз / La charrette fantôme — Девід Голм
- 1941 : Дуель / Le duel — панотець Даніель Море
- 1941 : Останній з шести / Le dernier des six — комісар Венс
- 1942 : Газета виходить о 5 годині / Le journal tombe à cinq heures — П'єр Рабо, репортер
- 1942 : Вбивця живе у будинку… № 21 / L'assassin habite.. au 21 — інспектор Венцеслас Венс
- 1943 : Рука диявола / La main du diable — Ролан Бріссо
- 1943 : Нескінченні сходи / L'escalier sans fin — П'єр
- 1943 : Ворон / Le corbeau — доктор Ремі Жермен
- 1944 : Пасажир без багажу / Le voyageur sans bagages — Гастон
- 1946 : Донька диявола / La fille du diable — Людовік Мерсьє / Саже
- 1946 : Відвідувач / Le visiteur — Саваль
- 1947 : Мосьє Вінсент / Monsieur Vincent — Вінсент де Поль
- 1949 : Баррі / Barry — батько Теотім
- 1949 : Вийшов у світ / Vient de paraître — Моска
- 1949 : На балконі / Au grand balcon — Карбо
- 1950 : Паризький вальс / La valse de Paris — Жак Оффенбах
- 1950 : Бог потребує людей / Dieu a besoin des hommes — Томаса Гурвеннек
- 1951 : Пан Фабр / Monsieur Fabre — Анрі Фабре
- 1951 : Поїздка до Америки / Le voyage en Amérique — Гастон Фурньє
- 1951 : Перфекціоніст / Un grand patron — професор Луї Делаж
- 1952 : Північ, доктор Швейцер / Il est minuit, docteur Schweitzer — доктор Альберт Швейцер
- 1953 : Дорога Наполеона / La route Napoléon — Едуар Мартель
- 1954 : Розстрига / Le défroqué — Моріс Моран
- 1955 : Утікачі / Les évadés — лейтенант П'єр Келлер
- 1955 : Аристократи / Les aristocrates — маркіз де Мобран
- 1956 : Людина із золотим ключем / L'homme aux clefs d'or — Антуан Фурньє
- 1957 : Страусині яйця / Les oeufs de l'autruche — Іпполіт Баржу
- 1957—1966 : Камера досліджує час (серіал) / La caméra explore le temps — оповідач
- 1957 : Фанатики / Les fanatiques — Луї Варгас
- 1958 : І твою сестру / Et ta soeur — Бастьє дю Бокаж
- 1959 : Бандити / Les affreux — Сезар Дандьє
- 1960 : Тисячне вікно / La millième fenêtre — Арман Валлен

## Визнання
| Рік                                               | Категорія                                              | Фільм              | Результат |
| ------------------------------------------------- | ------------------------------------------------------ | ------------------ | --------- |
| Венеційський кінофестиваль                        |                                                        |                    |           |
| 1947                                              | Кубок Вольпі за найкращу чоловічу роль                 | Мосьє Венсан       | Перемога  |
| Італійський національний синдикат кіножурналістів |                                                        |                    |           |
| 1951                                              | Премія «Срібна стрічка» найкращому іноземному авторові | Бог потребує людей | Перемога  |
| Міжнародний кінофестиваль у Карлових Варах        |                                                        |                    |           |
| 1952                                              | Найкращий актор                                        | Мосьє Фабре        | Перемога  |
| Премія BAFTA                                      |                                                        |                    |           |
| 1953                                              | Найкращий іноземний актор                              | Бог потребує людей | Номінація |
| 1957                                              | Найкращий іноземний актор                              | Розстрига          | Номінація |